# 김조광수
김조광수(金趙光秀, 1965년 3월 26일 ~ )는 대한민국의 학생 운동가 출신 영화 감독, 연출, 작가이다. 본관은 광산. 청년필름의 대표이다.

## 이력
1983년 연극배우로 첫 데뷔한 전력이 있는 그는 대학 재학시절 학생운동에 동참하였고, 전국대학생대표자협의회와 한국대학총학생회연합에서 활동했다. 대학 졸업 전 영화제작 모임인 영화제작소 청년에서 활동하였다. 졸업 후 1997년 청년필름을 창립했으며, 이후 영화제작과 연출을 하였다. 2006년 겨울 공개적으로 자신이 게이라는 사실을 커밍아웃했다. 2013년에 딴지라디오에서 탁현민, 곽현화와 나는 딴따라다를 진행했다. 본명은 김광수(金光秀)였으나 양성쓰기로 개명하여 김조광수라 하였다. 다른 이름은 피터 김(Peter Kim)이다.

## 학력
- 서울송천국민학교
- 신일중학교
- 고려고등학교[4]
- 한양대학교 연극영화과

## 생애

### 초기 활동
1965년 서울특별시 성북구 미아동(현재는 강북구 관할)에서 평안남도 진남포 출신인 아버지 김형진과 평안남도 맹산군 출신 어머니 조종율의 2남 2녀 중 차남으로 태어났다. 이후 서울 미아리 근처 달동네에서 줄곧 자랐다.
아버지 김형진은 군인 출신으로 공군에서 근무하였으며, 제대 후 건설과 제조업에 종사했다. 어머니는 한때 연극 배우로 여성국극단의 단원이었다. 서울 송천국민학교에 입학한 뒤, 신일중학교를 거쳐 고려대학교 사범대학 부속고등학교를 졸업했다. 고대부고 재학 중에는 친한 친구들하고 독서토론 모임에 참여하였다.

### 학생운동과 시민운동 참여
1983년 한양대학교 연극영화학과에 입학했다. 대학생 때는 전국대학생대표자협의회(전대협)와 한국대학총학생회연합(한총련)의 문화국에서 활동했다. 2011년 10월 한국일보와의 인터뷰에서 김조광수는 "세계 혁명사를 보면 동성애자를 숙청하면 했지, 동지로 보는 경우는 없더라고요. 그런 점도 너무 괴로웠어요"라며 운동권 학생 시절을 회고했다.
1985년 대학교 3학년 2학기 때 그는 시위현장에서 경찰에 붙잡혔다. '감옥'이냐 '군대'냐의 선택을 강요당했고 끝내 입대를 택했다. 그는 "군대 시절은 운동의 휴식기이자 성적 에너지가 분출해 동성애적인 성향이 만개한 시기"라 한다. 배속지는 최전방이었던 강원도 철원군 6사단으로 게이 성향을 고쳐야 한다고 생각했지만 여자가 없는 군대는 그에겐 오히려 '천국'이었다. 졸병 시절, 자신과 성적 취향이 비슷한 하사, 병장과 '삼각관계'를 맺기도 했다 한다.
1988년 28개월의 군 복무를 마치고 제대하였으며, 1988년 복학하였다.
89년 그는 인문대 학생회장이 됐고, 이어 전국대학생대표자협의회(전대협) 한양대 지회의 간부가 되었다. 당시 한양대학교 총학생회장이자 전대협 의장인 임종석의 별명은 '임길동'. 그는 임수경의 방북을 진두지휘할 만큼 정부를 골탕먹였다. 수배령이 내려지고 귀신 같이 숨어 다닌 임종석을 잡지 못하자 경찰은 인문대 학생회장인 김조광수를 '거물'로 착각하고 체포에 혈안이 됐다. 이때 김조광수는 잠적한 임종석을 대신해 기자회견을 준비하다가 그는 끝내 경찰에 붙잡혔다. 결국, 판사에게 장문의 반성문을 제출하고 풀려났다. 이후 10년만인 1998년 졸업하였다.
풀려난 이후 영화제작소 청년에 가입하여 활동했다. 그가 '게이'라는 사실을 처음 알린 것은 1994년으로 영화제작소 청년에 있으면서 후배들에게 "난 동성애자야"라고 털어놨다. 그러자 "형, 원래 그거 아니었어"라며 오히려 알고 있었다는 듯 대수롭지 않게 받아들이는 분위기였다.

### 영화 감독 활동
1996년 부산국제영화제가 출범할 때 김조광수는 영화제작소 청년 멤버들과 함께 영화 제작을 시작하였다. 1997년 학교 후배들과 청년필름을 설립한 이후 그는 1999년부터 《해피 엔드》, 《와니와 준하》, 《질투는 나의 힘》, 《후회하지 않아》, 《올드 미스 다이어리》, 《우리에게 내일은 없다》, 《조선 명탐정: 각시투구꽃의 비밀》, 《의뢰인》 등을 제작했다. '후회하지 않아'부터는 본명인 김광수 대신 양성쓰기 이름인 김조광수를 사용했다.
| “ | 청년필름을 만들 때 제작자로서 커다란 상업적 성공 같은 포부는 없었지만 '개성 있고 완성도 높은 영화'를 만들어 보자는 꿈을 갖고 있었죠. 또 단기적으로는 당시 주목받고 있던 신인인 정지우, 김용균, 박찬옥, 장희선 등 후배 넷을 감독으로 데뷔시킨다는 목표도 세웠고요. | ” |

1999년 촬영작인 《해피 엔드》와 《와니와 준하》, 《질투는 나의 힘》등의 히트로 명성을 얻게 되었다. 와니와 준하 이후에는 합작하지 않고 단독으로 작품 촬영, 제작에 나섰다.
2000년 가족에게 성적 지향성을 고백했다. 이후 2년을 힘들어하던 어머니는 받아들였으나 그의 아버지는 2010년 사망할 때까지도 인정해 주지 않았다. 2006년 영화 '후회하지 않아'를 제작하면서 그는 공개적으로 커밍아웃을 했다. 그에 의하면 "이를 알리면 동성애 진영에서 더 많은 일을 할 수 있다는 판단이 섰기 때문이에요."라고 한다. 포털에는 악플과 비난이 쏟아졌다.

### 영화 제작, 방송 활동

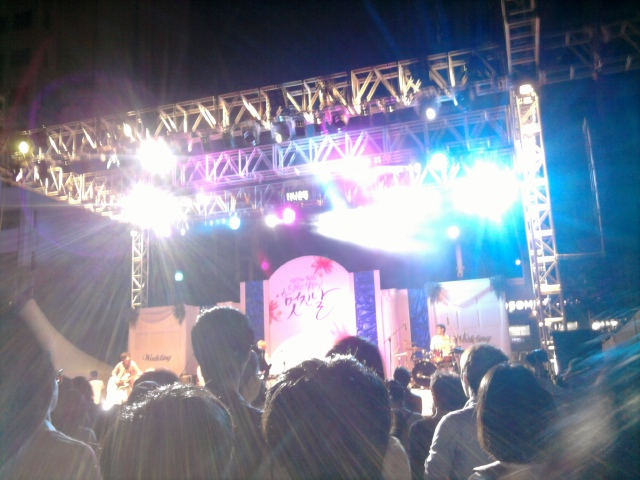
2013년 9월 7일, 청계천 광통교에서 열린 김조광수의 공개 결혼식.

영화 촬영 외에도 자신이 촬영한 영화인 《친구사이?》 (2009), 《소년 소년을 만나다》 (2008)는 직접 각본을 쓰기도 했다. 2005년부터 제작자 외에도 연출자로도 활동하기 시작했고, 동성애 관련한 작품들도 선보였다.
2007년 8월에 불거진 심형래의 《디워》 논란에도 참여했다. 당시 김조광수는 블로그를 통해 "심형래 감독은 사실과 다른 주장을 하고 있다"며, 심형래가 방송 프로그램에서 '충무로 주류에서 천대 받는다', '개그맨이기 때문에 정당한 평가를 받지 못한다'는 발언을 비판했다. 비판의 이유로 김조광수는 디 워의 제작비가 300억원이었다는 점을 지적하며 "충무로에서 300억을 투자받는 건 쉬운일이 아니다. 나처럼 1억짜리 영화를 만들려고 해도 투자받는건 하늘의 별따기에 가깝다"고 말했다.
2008년에는 변영주 감독, 오기민 아이필름 대표, 조영각 서울독립영화제 집행위원장, 김경형 감독 등과 함께 진보신당 지지선언을 한 이후, 진보신당에서 활동하였고, 2008년 9월 30일부터 10월 10일까지 제13회 부산국제영화제 선재상 심사위원에 위촉되었다.
2012년 10월에는 레인보우팩토리의 창립에 참여하였다. 2012년에는 본인의 첫 장편영화 《두 번의 결혼식과 한 번의 장례식》을 극장에 올렸다. 2013년 9월 7일 9년간 교제한 김승환과 공개적인 결혼식을 올렸다. 동료 감독인 변영주, 김태용, 이해영이 사회를 봤으며, 백기완이 주례를 섰다. 이후 혼인신고를 했으나 불수리되어 소송을 냈지만 인정받지 못한 상태이다. 배우자를 인권운동을 하다 만났다고 밝혔다.
2014년 녹색당에 입당하였고, 소수자인권특별위원회 위원장으로 활동하고 있다.

## 작품

### 영화
- 《해피 엔드》
- 《와니와 준하》
- 《질투는 나의 힘》
- 《후회하지 않아》
- 《소년, 소년을 만나다》(2008)
- 《친구 사이?》(2009)
- 《귀》 (2010) - 옴니버스
- 《사랑은 100°C(일본어판)》 (2010)
- 《두 번의 결혼식과 한 번의 장례식》(2012)
- 《우리에게 내일은 없다》
- 《조선명탐정: 각시투구꽃의 비밀》
- 《의뢰인》
- 《올드미스 다이어리 극장판》

### 방송
- 2013년 《나는 딴따라다》, 딴지라디오

## 저서
- 《통하면 아프지 않다》(공저) ISBN 978-89-97296-09-5
- 《나는 게이라서 행복하다》 ISBN 978-89-94963-38-9

## 수상 경력
- 2010년 제12회 서울국제여성영화제 극영화 아트레온상
- 2010년 극영화 관객인기상(두 번의 결혼식과 한 번의 장례식)
- 2011년 대한민국국제구조대 세상을 밝게 만든 사람들 상
- 2013년 실크 스크린 필름 페스티벌 영화제 관객상

## 이외 이력
- 녹색당 상임위원

## 같이 보기
- 친구사이
- 이송희일
- 홍석천